# 282 (tal)
282 är det naturliga talet som följer 281 och som följs av 283.

## Inom vetenskapen
- 282 Clorinde, en asteroid.

## Inom matematiken
- 282 är ett jämnt tal.
- 282 är ett palindromtal i det decimala talsystemet.
- 282 är ett palindromtal i det kvinära talsystemet.
- 282 är ett Ulamtal.